# Нетрпељивост
Нетрпељивост (енгл. Intolerance), амерички је филм из 1916. године у режији Дејвида В. Грифита. Сматра се једним од значајних остварења ере немог филма, иако је по премијери добио мешане критике. Године 1989. филм је уврштен у Национални регистар филмова Сједињених Америчких Држава.
Филм траје преко три сата и прати четири паралелне приче. Прва прича је мелодрама о злочину и искупљењу смештена у рани двадесети век, друга прича је о Христовој мисији и смрти, трећа прича одиграва се у Француској и прати догађаје везане за масакр на дан Светог Бартоломеја из 1572. године, и четврта прича је о паду Вавилонског царства које руши Персија 539. године пре нове ере. Сцене су повезане снимцима фигуре која представља Вечно мајчинство.
Грифит је филм снимио и као одговор на критике његовог ранијег филма Рађање једне нације (1915), који је био критикован због расистичких испада и величања Кју-клукс-клана. Редитељ је изјавио да овај филм није извињење, већ одговор његовим критичарима чије је коментаре сматрао претераним и неоправданим.
Трошкови продукције износили су за тадашње услове великих два милиона долара, а на снимању вавилонске приче учествовало је четири хиљаде статиста.
Нетрпељивост је снимљена без књиге снимања и приказивана је у колору. Остварење није било популарно код публике, због чега је сам Грифит који је уложио сопствена средства доживео банкрот.